# 유사친
유사친(劉使親, ? ~ 기원전 38년)은 전한 후기의 제후로, 광천유왕의 손자이다.

## 행적
아버지 유관의 뒤를 이어 동양후(東襄侯)에 봉해졌다. 건소 원년(기원전 38년)에 죽었고, 후사를 두지 못하고 작위가 폐지되었다.

## 출전
- 반고, 《한서》 권15하 왕자후표 下